# A Notorious Affair
Pour plus de détails, voir Fiche technique et Distribution.
A Notorious Affair est un film américain réalisé par Lloyd Bacon et sorti en 1930. Il est basé sur la pièce de théâtre Fame d'Audrey Carter et Waverly Carter. Deux copies sont détenues par la Bibliothèque du Congrès et la bibliothèque de Turner Entertainment.

## Synopsis
Patricia Hanley (Billie Dove), une mondaine, choque ses amis et sa classe sociale en se mariant avec Paul Gherardi (Basil Rathbone), un violoniste italien sans le sou. Grâce à sa richesse et à son influence, Patricia fait de Paul un homme riche et célèbre. Mais Paul tombe sous le charme d'une vamp, la comtesse Olga Balakireva (Kay Francis), qui aime batifoler avec des hommes de toutes conditions.

## Fiche technique
- Titre original : A Notorious Affair
- Réalisation : Lloyd Bacon
- Scénario : J. Grubb Alexander (en) d'après la pièce de théâtre Fame d'Audrey Carter et Waverly Carter
- Costumes : Edward Stevenson
- Photographie : Ernest Haller
- Montage : Frank Ware
- Musique : Cecil Copping (en)
- Production : Robert North (en)
- Société de production : First National Pictures
- Société de distribution : First National Pictures
- Pays de production :  États-Unis
- Langue originale : anglais
- Format : noir et blanc — 35 mm — 1.37:1 — son monophonique
- Genre : Drame
- Durée : 69 minutes
- Date de sortie :
  - États-Unis : 26 avril 1930

## Distribution
- Billie Dove : Patricia Hanley
- Basil Rathbone : Paul Gherardi
- Kay Francis : comtesse Olga Balakireva
- Kenneth Thomson : Dr Alan Pomeroy
- Montagu Love : Sir Thomas Hanley
- Philip Strange (en) : Lord Percival Northmore
- Malcolm Waite : Higgins, le majordome
- Wilson Benge : Briggs, le majordome de Sir Thomas (non crédité)
- Gino Corrado : Serge, le pianiste (non crédité)
- Wild Bill Elliott : l'invité à la fête de Sir Thomas (non crédité)
- Blanche Friderici : Lady Teel (non crédité)
- Ellinor Vanderveer (en) : Duchesse de Brougham (non crédité)
- Jane Winton : une des admirateurs de Paul (non crédité)
- Florence Wix : Mme Poulthwaite (non crédité)